# Viktor Fischer
Viktor Gorridsen Fischer (n. 9 iunie 1994, Aarhus, Danemarca) este un fost fotbalist danez care a jucat ca mijlocaș ofensiv sau lateral pentru cluburi precum Ajax și Copenhaga, precum și pentru naționala Danemarcei.
Considerat printre cei mai promițători tineri fotbaliști din fotbalul mondial în perioada petrecută la Ajax, cariera sa a fost împiedicată de probleme persistente de accidentare, care l-au determinat să se retragă din fotbal la vârsta de 29 de ani.

## Carieră

### Ajax
Fischer a debutat la Ajax în pre-sezonul 2012-2013 într-o victorie contra echipei SV Huizen, scor 3–1, el marcând primul său gol în minutul 63. În Eredivisie a debutat pe 20 octombrie 2012, intrând din poziția de rezervă în minutul 84 în egalul 3-3 cu Heracles Almelo. El a marcat primul său gol într-un sezonu regulat pentru Ajax pe 31 octombrie 2012 în meciul cu ONS Sneek din Cupa KNVB, transformân scorul în 1-0, urmând ca meciul să se termine 2-0. Debutul său în Liga Campionilor în grupa D a avut loc la data de 6 noiembrie 2012, în egalul din deplasare 2-2 contra celor de la Manchester City, schimbându-l în minutul 87 pe Christian Poulsen, el având foar 18 ani la acel moment.
Pe 20 ianuarie 2013, Fischer a jucat în primul său derby al Olandei contra rivalilor de la Feyenoord Rotterdam, începând ca aripă stânga, obținând și premiul Omul Meciului după ce a marcat două goluri în prima repriză a meciuluis, în minutele 7 și 40. El a fost schimbat în minutul 61 de Ryan Babel, meciul terminându-se cu scorul de 3–0 pentru formația din Amsterdam, aceasta fiind cea de-a 50-a victorie contra celor de la Feyenoord în întreaga Eredivisie.
Pe 18 februarie 2013, antrenorul Frank de Boer a anunțat în De Telegraaf că Viktor Fischer și-a prelungit contractul cu Ajax până în 2017.
Odată cu începtul anului, Fischer a devenit prima alegere a lui Frank de Boer pentru poziția de aripă stânga. La 5 mai 2013, el și-a ajutat echipa într-o victorie necesară 5-0 împotriva echipei Willem II, marcând în minutul 68 și astfel asigurând primul loc în Eredivisie. Ajax a câștigat al treilea titlu consecutiv și al 32-lea din istoria sa. Ulterior, Fischer a fost anunțat drept Talentul anului pentru AFC Ajax, pentru un sezon foarte bun în care a marcat de 12 ori în toate competițiile.
Fischer a fost ținut pe margine pentru majoritatea sezonului 2014–2015, revenindu-și după accidentarea din sezonul precedent. El a revenit într-un meci pentru echipa a doua în Eerste Divisie pe 21 martie 2015, o înfrângere 0-3 împotriva echipei De Graafschap. Pe 3 aprilie 2015 a marcat primul său gol în Eerste Divisie în minutul 52 al înfrângerii 2-1 cu FC Eindhoven. După patru meciuri pentru echipa secundă, Fischer a revenit la prima echipă la data de 19 aprilie 2015, înlocuindu-l pe Kolbeinn Sigþórsson în remiza 0–0 cu NAC Breda.

## Cariera internațională
Fischer a reprezentat Danemarca la selecționatele U16, U17, U19 și U21, precum și la echipa mare. La echipa națională Under-U17, el a reușit să marchez 20 de goluri în 30 de meciuri. El a făcut parte din lotul țării pentru Campionatul European Under-17 din 2011, cu care a ajuns în semi-finalele competiției, fiind eliminată de Germania cu scorul de 0-2.
La data de 14 noiembrie 2012, el a debutat la echipa mare, intrând din poziția de rezervă într-un meci împotriva Turciei.

### Goluri internaționale
| #  | Data         | Stadion                     | Adversar   | Scor | Rezultat | Competiție  |
| -- | ------------ | --------------------------- | ---------- | ---- | -------- | ----------- |
| 1. | 8 iunie 2015 | Stadionul Viborg, Danemarca | Muntenegru | 2–1  | 2–1      | Meci amical |

## Palmares

### Club
AFC Ajax
- Eredivisie (2): 2012–2013, 2013–2014
- Johan Cruijff Schaal (1): 2013

### Individual
- Cel mai talentat fotbalist danez: 2012

## Statistici
La 5 decembrie 2015.
| Club          | Sezon         | Campionat | Campionat | Cupă    | Cupă   | Europa  | Europa | Altele  | Altele | Total   | Total  | Total |
| Club          | Sezon         | Meciuri   | Goluri    | Meciuri | Goluri | Meciuri | Goluri | Meciuri | Goluri | Meciuri | Goluri |       |
| ------------- | ------------- | --------- | --------- | ------- | ------ | ------- | ------ | ------- | ------ | ------- | ------ | ----- |
| AFC Ajax      | 2012–13       | 23        | 10        | 4       | 2      | 5       | 0      | 1       | 0      | 33      | 12     |       |
| AFC Ajax      | 2013–14       | 24        | 3         | 4       | 4      | 6       | 0      | 1       | 0      | 35      | 7      |       |
| AFC Ajax      | 2014–15       | 4         | 3         | 0       | 0      | 0       | 0      | 0       | 0      | 4       | 3      |       |
| AFC Ajax      | 2015–16       | 14        | 7         | 2       | 1      | 8       | 2      | 0       | 0      | 24      | 10     |       |
| Total         | Total         | 65        | 23        | 10      | 7      | 19      | 2      | 2       | 0      | 96      | 32     |       |
| Total Carieră | Total Carieră | 65        | 23        | 10      | 7      | 19      | 2      | 2       | 0      | 96      | 32     |       |

## Legături externe
- Biografie Arhivat în 13 mai 2013, la Wayback Machine. pe TheElastico.com
- Viktor Fischer pe site-ul National-Football-Teams.com